# 悲田院町
悲田院町（ひでんいんちょう）は、大阪府大阪市天王寺区にある町名。丁番を持たない単独町名である。

## 地理
天王寺区の南部に位置し、東は南河堀町、南西は茶臼山町、北と西は堀越町、北東部は北河堀町、南は阿倍野区阿倍野筋と接している。
町域は玉造筋を挟んで南北に分かれており、南側にはJRの天王寺駅が所在している。玉造筋沿いは駅前の通りとして飲食店などで賑わう一方で、北側には個人住宅やマンションなども多く存在する。

## 歴史
町名の由来は、仏教の慈悲の思想に基づき貧しい人や孤児を救うために作られた悲田院から。
その歴史は古く、飛鳥時代に聖徳太子が隋に倣い、同区に所在する四天王寺に四箇院の一つとして悲田院を建てたことに由来する（四箇院とは悲田院に敬田院・施薬院・療病院を合せたものである）。

## 世帯数と人口
2019年（平成31年）3月31日現在の世帯数と人口は以下の通りである。
| 町丁     | 世帯数  | 人口    |
| -------- | ------- | ------- |
| 悲田院町 | 637世帯 | 1,252人 |

### 人口の変遷
国勢調査による人口の推移。
| 1995年（平成7年）  | 354人 | [ 5 ] |  |
| 2000年（平成12年） | 339人 | [ 6 ] |  |
| 2005年（平成17年） | 424人 | [ 7 ] |  |
| 2010年（平成22年） | 454人 | [ 8 ] |  |
| 2015年（平成27年） | 413人 | [ 9 ] |  |

### 世帯数の変遷
国勢調査による世帯数の推移。
| 1995年（平成7年）  | 256世帯 | [ 5 ] |  |
| 2000年（平成12年） | 211世帯 | [ 6 ] |  |
| 2005年（平成17年） | 302世帯 | [ 7 ] |  |
| 2010年（平成22年） | 284世帯 | [ 8 ] |  |
| 2015年（平成27年） | 272世帯 | [ 9 ] |  |

## 事業所
2016年（平成28年）現在の経済センサス調査による事業所数と従業員数は以下の通りである。
| 町丁     | 事業所数  | 従業員数 |
| -------- | --------- | -------- |
| 悲田院町 | 460事業所 | 6,949人  |

## 交通

### 鉄道
- 西日本旅客鉄道
  - 大阪環状線・阪和線・関西本線（大和路線）天王寺駅（大阪市高速電気軌道・阪堺電気軌道天王寺駅、近畿日本鉄道大阪阿部野橋駅は阿倍野区に位置している。）

### 道路
- 玉造筋

## 施設
- 荒陵山施行院
- 天王寺ミオ
- 日本年金機構 天王寺年金事務所

## その他

### 日本郵便
- 〒543-0055[3]（集配局：天王寺郵便局[11]）